# Jungermanniales
De Jungermanniales zijn een orde van levermossen uit de klasse Jungermanniopsida. Ze onderscheiden zich van andere levermossen omdat ze dunne bladachtige flappen aan weerszijden van de stengel hebben. De meeste andere levermossen zijn thalloid, zonder bladeren.

## Taxonomie
In 2016 klassificatie Söderström de orde als volgt:
- Cephaloziineae Schljakov [Jamesoniellineae]
  - Adelanthaceae Grolle 1972 [Jamesoniellaceae He-Nygrén et al. 2006]
  - Anastrophyllaceae Söderström et al. 2010b
  - Cephaloziaceae Migula 1904
  - Cephaloziellaceae Douin 1920 [Phycolepidoziaceae Schuster 1967]
  - Lophoziaceae Cavers 1910
  - Scapaniaceae Migula 1904 [Diplophyllaceae Potemk. 1999; Chaetophyllopsaceae Schuster 1960]
- Jungermanniineae Schuster ex Stotler & Crandall-Stotler 2000 [Geocalycineae Schuster 1972]
  - Acrobolbaceae Hodgson 1962
  - Antheliaceae Schuster 1963
  - Arnelliaceae Nakai 1943
  - Balantiopsidaceae Buch 1955
  - Blepharidophyllaceae Schuster 2002
  - Calypogeiaceae Arnell 1928 [Mizutaniaceae Furuki & Iwatsuki 1989]
  - Endogemmataceae Konstantinova, Vilnet & Troitsky 2011
  - Geocalycaceae von Klinggräff 1858
  - Gymnomitriaceae von Klinggräff 1858
  - Gyrothyraceae Schuster 1970
  - Harpanthaceae Arnell 1928
  - Hygrobiellaceae Konstantinova & Vilnet 2014
  - Jackiellaceae Schuster 1972
  - Jungermanniaceae Reichenbach 1828 [Mesoptychiaceae Inoue & Steere 1975; Delavayellaceae Schuster 1961]
  - Notoscyphaceae Crandall-Stotler, Vana & Stotler
  - Saccogynaceae Heeg
  - Solenostomataceae Stotler & Crandall-Stotler 2009
  - Southbyaceae Váňa et al. 2012
  - Stephaniellaceae Schuster 2002
  - Trichotemnomataceae Schuster 1972
- Lophocoleineae Schljakov 1972 [Pseudolepicoleineae; Trichocoleineae]
  - Blepharostomataceae Frey & Stech 2008
  - Brevianthaceae Engel & Schuster 1981
  - Chonecoleaceae Schuster ex Grolle 1972
  - Grolleaceae Solari ex Schuster 1984
  - Herbertaceae Müller ex Fulford & Hatcher 1958
  - Lepicoleaceae Schuster 1963 [Vetaformataceae Fulford & Taylor 1963]
  - Lepidoziaceae Limpricht 1877 [Neogrollaceae]
  - Lophocoleaceae Vanden Berghen 1956
  - Mastigophoraceae Schuster 1972
  - Plagiochilaceae Müller & Herzog 1956
  - Pseudolepicoleaceae Fulford & Taylor 1960
  - Trichocoleaceae Nakai 1943
- Myliineae Engel & Braggins ex Crandall-Stotler et al.
  - Myliaceae Schljakov 1975
- Perssoniellineae Schuster 1963
  - Schistochilaceae Buch 1928 [Perssoniellaceae Schuster ex Grolle 1972]